# Mallholmen
Mallholmen är en ö i Finland. Den ligger i Finska viken och i kommunen Kyrkslätt i den ekonomiska regionen  Helsingfors i landskapet Nyland, i den södra delen av landet. Ön ligger omkring 34 kilometer sydväst om Helsingfors.
Öns area är 4,1 hektar och dess största längd är 270 meter i sydväst-nordöstlig riktning. Ön höjer sig omkring 15 meter över havsytan.